# Joe Abercrombie
Joe Abercrombie, britanski pisatelj in filmski urednik, * 31. december 1974, Lancaster, Združeno kraljestvo.
Kot pisatelj ustvarja v žanru fantazije in znanstvene fantastike, njegovo najbolj znano delo je trilogija The First Law.

## Življenje in delo
Joe Abercrombie se je rodil 31. decembra v Lancastru, Velika Britanija. 
Že kot otrok se je pričel ukvarjati z igranjem video in fantazijskih namiznih iger. Pozneje se je odločil za študij psihologije na univerzi v Manchestru, kjer je prenehal z igranjem namiznic in svojo željo po novih vsebinah zadovoljeval predvsem z video igrami. Že v tistem času se je začel ukvarjati s pisanjem, vendar mu zaradi prevelikih želja in pomanjkanja izkušenj načrti niso uspeli, tako je misel na pisanje za nekaj let opustil.
Po diplomi se je preselil v London, kjer se je zaposlil kot televizijski producent. Dve leti pozneje se je odločil za odprtje lastnega podjetja - postal je samostojen filmski urednik, kar je še danes. Med drugim je uredil veliko količino dokumentarcev, nagradnih prireditev, glasbenih posnetkov in sodeloval pri koncertih odmevnih imen, kot so Barry White in Coldplay. Med delom je zopet našel čas za pisanje in tokrat, z začetkom v letu 2002, šest let po neuspelih pričetkih v študijskih letih, mu je tudi uspelo.
Pisatelj trenutno živi z ženo in hčerama v kraju Bath. Še vedno ureja video vsebine, vendar se večinsko posveča predvsem pisanju s črnim humorjem prežetih in razmišljujočih epskih fantazijskih romanov.

## Potek objave knjig
Konec leta 2004 je dokončal  prvi del trilogije The First Law, The Blade Itself, ki je bila po večkratni zavrnitvi s strani založnikov objavljena leta 2006 pri založniški hiši Gollancz. Pri isti založbi sta izšli tudi nadaljevanji, Before They are Hanged  (2007)  in The Last Argument of Kings (2008). Tega leta je bil nominiran tudi za John Wood Campbellovo nagrado za najboljšega novega pisatelja, ki je sicer ni dobil. Leta 2009 je izšlo samostojno nadaljevanje Best Served Cold, vsebina katerega se dogaja v svetu trilogije The Firs Law. Leta 2010 je izšla kratka zgodba The Fool Jobs, vključena v zbirko zgodb Swords & Dark Magic: The New Sword and Sorcery, postavljena v svet Best Served Cold.
Januarja 2011 je izšlo naslednje samostojno delo, naslovljeno The Heroes. Jeseni 2012 se je zgodba nadaljevala z romanom Red Country, ki je uvedel nekaj novih likov, predvsem pa ponovno vpoklical za nekatere že odpisane stare veterane .

## Teme in zgledi
V pisateljevih delih je, kot tudi sam priznava, mogoče zaslediti zgledovanje po Johnu R.R. Tolkienu, Michaelu Moorcocku, Jamesu Elroyu, Ursuli Le Guin, televizijski seriji Blackadder, Georgeu R.R. Martinu; ter drugih smereh, ki niso povezane s fantazijskim žanrom, najti pa jih je tako skozi njegovo izobrazbo, kot delo, ki ga opravlja kot filmski urednik.
Njegova dela so v delih kritikov opisana kot temačna, realistična, cinična, s črnim britanskim humorjem prežeta fantazija. Temeljijo predvsem na razvoju glavnih (anti)junakov, spremljanjem moralnih vprašanj, ki jih vseskozi vodijo po krutem, realističnem in brutalnem namišljenem svetu, postavljenem v srednji vek, kjer jih ne pestijo le psihološke travme, skozi potek zgodbe jih avtor tudi resno poškoduje ali v skrajnem primeru ubije, oziroma popolnoma čustveno zlomi.

## Bibiliografija

### Romani
- Trilogija The Lirst Law
  - The Blade Itself (2006)
  - Before They Are Hanged (2007)
  - The Last Argument of Kings (2008)
- Best Served Cold (2009)
- The Heroes (2011)
- Red Country (2012)

### Kratke zgodbe
- The Fool Jobs (2010)

## Nagrade
1. John W. Campbellova nagrada za najboljšega novega pisca fantazijskega žanra v letu 2008 (finalist - ni je dobil)[11].

### Intervjuji
- Intervju z Joejem Abercrombiejem s strani Patricka Rothfussa (2009)
- Intervju z Joejem Abercrombiejem Arhivirano 2011-01-02 na Wayback Machine. na Book Spot Central (2009)
- Intervju z Joejem Abercrombiejem na strani Joker.si (Joker 194, leto 2009)